# Novosilkî, Kiev-Sveatoșîn
Novosilkî (în ucraineană Новосілки) este un sat în așezarea urbană Ceabanî din raionul Kiev-Sveatoșîn, regiunea Kiev, Ucraina.

## Demografie
Componența lingvistică a localității Novosilkî
     Ucraineană (91,2%)
     Rusă (8,38%)
     Alte limbi (0,14%)
Conform recensământului din 2001, majoritatea populației localității Novosilkî era vorbitoare de ucraineană (91,2%), existând în minoritate și vorbitori de rusă (8,38%).